# 出雲屋麻呂
出雲 屋麻呂（いずも の やまろ、生没年不詳）は、奈良時代中期の官人。名は屋満・屋万里とも記される。姓は無姓のち臣。官位は外従五位上・紫微少忠。

## 経歴
聖武朝の天平9年（737年）4月、皇后宮職少属・従八位下と現れている。同11年（739年）5月、写経司解に自署を加えている、同月、「少属屋満」と記されており、北殿に出仕している'。同年7月、従七位上少属とあり、同16年（744年）7月にも従七位上・少属とある。
天平18年（746年）正六位下から外従五位下に昇進する。この時「出雲臣屋麻呂」と記されているが、臣姓を賜与されたのは、翌19年（747年）6月のことで、この時、同時に茨田弓束・茨田枚野が宿禰姓を授けられている。同年8月には、東大寺写経所に観世音経の写経を宣し、同年10月にはその宣により、大般若経を写経させている。
孝謙朝の天平勝宝元年（749年）、外従五位上に昇叙し、皇后宮職が紫微中台に改編されると、中臣丸張弓・吉田兄人・葛木戸主とともに紫微少忠となり、引き続き光明皇太后に仕えている。翌2年（750年）正月にも少忠と見える。

## 官歴
注記のないものは『続日本紀』による。
- 天平9年（737年）4月：見従八位下・皇后宮職少属（『大日本古文書』による）
- 天平11年（739年）5月：見皇后宮職少属（『大日本古文書』による）。7月：見従七位上・皇后宮職少属（『大日本古文書』による）
- 天平6年（744年）7月にも従七位上・皇后宮職少属（『大日本古文書』による）
- 時期不詳：正六位下
- 天平18年（746年） 4月22日：外従五位下
- 天平19年（747年）6月7日：賜姓臣
- 天平勝宝元年（749年）8月2日：外従五位上。8月10日：紫微少忠
- 天平勝宝2年（750年）正月：見紫微少忠（『大日本古文書』などによる）